# Bogdan Wasztyl
Bogdan Wasztyl (ur. 11 czerwca 1964 w Oświęcimiu) – reporter i publicysta „Dziennika Polskiego” (1990–2006), redaktor naczelny miesięcznika „Dialog-Pheniben” (2006–2008), dyrektor i redaktor naczelny TVP3 Kraków (2009–2010) oraz (2017-2018), niezależny producent filmów dokumentalnych. Jest absolwentem Uniwersytetu Jagiellońskiego. Jest współzałożycielem i przewodniczącym Rady Programowej Stowarzyszenia Auschwitz Memento oraz pomysłodawcą i koordynatorem akcji społecznych na rzecz ustanowienia 14 czerwca Narodowym Dniem Pamięci o polskich ofiarach niemieckich, nazistowskich obozów koncentracyjnych oraz „Projektu: Pilecki”. Były wiceprezes stowarzyszenia Chrześcijańskiego Stowarzyszenia Rodzin Oświęcimskich.

## Nagrody
- Główna nagroda w konkursie na reportaż im. Jana Rottera (1988, 1989)

- Trzykrotny zdobywca Nagrody Stowarzyszenia Dziennikarzy Polskich[6]
- Nagroda Pro Publico Bono (Dziennikarstwo w służbie dobra wspólnego)[7]
- laureat Nagrody im. Eugeniusza Kwiatkowskiego
- laureat nagród Niebieskiego Pióra (2004) i Złotego Pióra (2005)
- laureat nagrody Pro Publico Bono za akcję społeczną na rzecz ustanowienia 14 czerwca Narodowym Dniem Pamięci o polskich ofiarach niemieckich, nazistowskich obozów koncentracyjnych (2006)[8]
- laureat nagrody Wydarzenie Historyczne Roku 2014 za akcję społeczną "Projekt Pilecki"[9]
- 2015: „Pilecki” –  Grand Prix na Polonijnym Festiwalu Multimedialnym "Polskie ojczyzny" w Częstochowie[10]
- 2016: „Pilecki” – I Nagroda w kategorii dokumentów fabularyzowanych na Międzynarodowym Katolickim Festiwalu Filmów i Multimediów w Niepokalanowie[10]

## Współautor, redaktor i wydawca
- Antologia :Najlepsze teksty prasowe" Stowarzyszenia Dziennikarzy Polskich (edycje 1999, 2000, 2001)
- 2000: „Kto ratuje jedno życie”[11]
- 2004: „Za wiarę”
- 2006: „Chorzowianie w KL Auschwitz”
- 2009: „W cieniu Auschwitz”[12]
- 2010: „Świadkowie. Pierwsi w Auschwitz”
- 2015: „Niezłomni z oddziału Sosienki. Armia Krajowa wokół KL Auschwitz”[13]

## Autor książek
- 2015: „Pilecki. Śladami mojego taty”[14]
- 2017: „Cena wolności”
- 2022: "Nas nie złamią"

## Producent filmowy
- „Siostrzyczka”[15] (2010)
- „Listonosz”[16] (2010)
- „Pamięć. Tajemnice lasów Piaśnicy”[17] (2011)
- „Duma i zdrada”[18] (2011)
- „Życie jest śpiywkom”[19] (2011)
- „Ucieczka z Auschwitz”[20] (2013)
- „Niezłomni. Pod drutami Auschwitz”[21] (2013)
- „Pilecki”[22] (2015)
- „Lustro”[23] (2016)
- "Nieobojętni"[24]